# Signo del buey
El signo del buey ( 牛 niú ), dentro de la astrología china, representando la prosperidad alcanzada a través de la fortaleza y el trabajo.

## Años y los cinco elementos
Más información: Ciclo sexagesimal chino
Se puede decir que la gente nacida durante estos intervalos de tiempo, han nacido en el "Año del buey":
| Fecha de inicio       | Fecha de final        | Elemento    |
| --------------------- | --------------------- | ----------- |
| 31 de enero de 1805   | 17 de febrero de 1806 | Madera (木) |
| 17 de enero de 1817   | 4 de febrero de 1818  | Fuego (火)  |
| 4 de febrero de 1829  | 24 de enero de 1830   | Tierra (土) |
| 23 de enero de 1841   | 9 de febrero de 1842  | Metal (金)  |
| 8 de febrero de 1853  | 28 de enero de 1854   | Agua (水)   |
| 27 de enero de 1865   | 14 de febrero de 1866 | Madera (木) |
| 13 de febrero de 1877 | 1 de febrero de 1878  | Fuego (火)  |
| 31 de enero de 1889   | 20 de enero de 1890   | Tierra (土) |
| 19 de febrero de 1901 | 7 de febrero de 1902  | Metal (金)  |
| 6 de febrero de 1913  | 25 de enero de 1914   | Agua (水)   |
| 24 de enero de 1925   | 12 de febrero de 1926 | Madera (木) |
| 11 de febrero de 1937 | 30 de enero de 1938   | Fuego (火)  |
| 29 de enero de 1949   | 16 de febrero de 1950 | Tierra (土) |
| 15 de febrero de 1961 | 4 de febrero de 1962  | Metal (金)  |
| 3 de febrero de 1973  | 22 de enero de 1974   | Agua (水)   |
| 20 de febrero de 1985 | 8 de febrero de 1986  | Madera (木) |
| 7 de febrero de 1997  | 27 de enero de 1998   | Fuego (火)  |
| 26 de enero de 2009   | 13 de febrero de 2010 | Tierra (土) |
| 12 de febrero de 2021 | 31 de enero de 2022   | Metal (金)  |
| 31 de enero de 2033   | 18 de febrero de 2034 | Agua (水)   |
| 17 de febrero de 2045 | 5 de febrero de 2046  | Madera (木) |
| 4 de febrero de 2057  | 23 de enero de 2058   | Fuego (火)  |
| 23 de enero de 2069   | 10 de febrero de 2070 | Tierra (土) |
| 9 de febrero de 2081  | 28 de enero de 2082   | Metal (金)  |
| 27 de enero de 2093   | 14 de febrero de 2094 | Agua (水)   |

## Compatibilidad
De acuerdo a la astrología china, el signo del Gallo será una espléndida pareja para el del Buey. Ambos son eficaces y dedicados. Igualmente hay buena relación con la Rata, y la Serpiente, ya que ambas se interesarán profundamente por el valioso Buey.

## Incompatibilidad
No se sentirá muy cómodo con la Cabra, quienes a su vez no se sentirán bien ante su excesivo formalismo. Tampoco se llevará bien con el Caballo, cuya furia chocará con su tozudez ni con el Tigre, cuya arrogancia choca con el comportamiento del bovino.